# Palmeiras Futebol Clube (Goiás)
O Palmeiras Futebol Clube, também conhecido como Palmeiras/CELG , é um clube de futebol de salão da cidade de Palmeiras de Goiás, do estado de Goiás. Foi fundado em 1º de janeiro de 1990

## Taça Brasil
Ficou em 4º lugar na 31ª Taça Brasil de cubes de futsal foi disputada no Ginásio Rio Vermelho, em Goiânia sua melhor colocação em uma competição nacional.

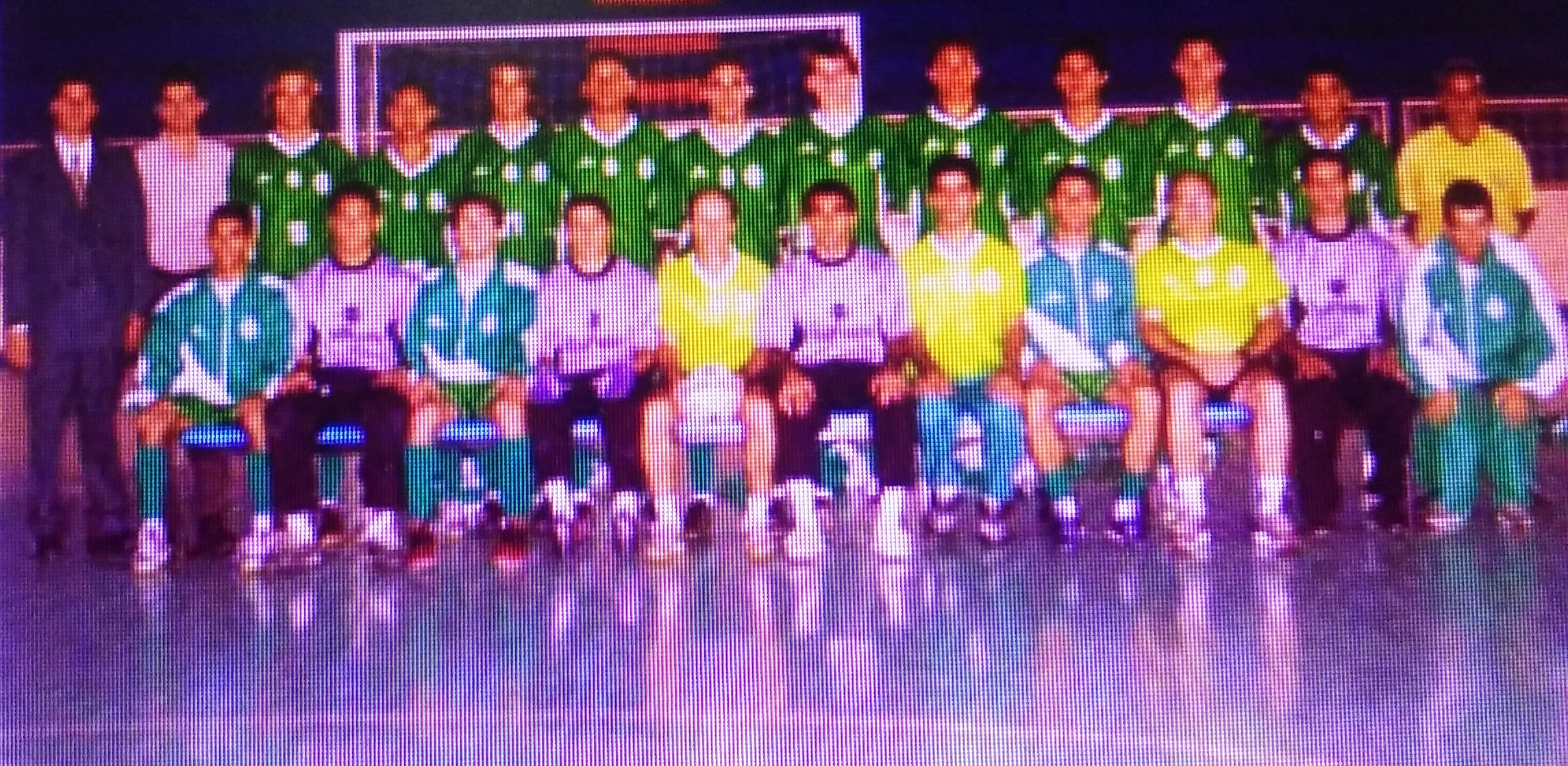

## Liga Futsal
Sua melhor colocação foi na Liga Futsal de 2004 ficou em 12º lugar